# 武辉煌
武辉煌（1953年9月20日—），越南政治人物，海防人。曾任第十一届越共中央委員、越南工贸部部长等职。2021年7月因为严重违法违纪，被开除越共党籍和公职，并于2022年因滥用职权导致国有资产浪费损失罪遭判囚10年。

## 生平
阮春强生于今海防市，1976年参加工作，成为越南国家计划委员会煤炭电力科的一名干部，此后长期在国家计划委员会（越南计划投资部）任职，曾任该部外资司司长、计划投资部副部长等职，2003年出任越共河西省委副书记、省人民委员会主席。
2006年3月，武辉煌离开河西省，调任越共谅山省委书记，2007年，工业部与贸易部合并为越南工贸部后，武辉煌回到河内市，出任该部首任部长，2011年8月政府换届后，他继续担任工贸部长，在任期间，越南曾因南海糾紛爆發大規模排華暴動，在越南的臺灣厂商因此遭受严重损失，对此，越南政府于2014年5月26日派出武辉煌访台，并向中華民國政府表達深切遺憾及抱歉。
2016年4月，武辉煌不再担任工贸部长，退休，同年11月，武辉煌因为以权谋私等违规行为被越共中央书记处撤销党内职务。2020年7月，武辉煌因为违反国有资产管理使用规定导致损失的罪嫌被公安部调查局拘留并移送司法机关，越共中央委员会最终于2021年7月将武辉煌开除党籍，而其下属胡氏金钗、潘志勇等人也因为违法违纪遭到调查。2021年4月29日，河内市人民法院以违反国有资产管理使用规定导致严重浪费、损失罪判处其有期徒刑11年，2022年1月，河内市高级法院二审减去其刑期一年。